# In the Valley of Elah
In the Valley of Elah er en amerikansk film fra 2007 instrueret, produceret og skrevet af Paul Haggis. Filmen har bl.a. Tommy Lee Jones, Charlize Theron og Susan Sarandon på rollelisten. Jones blev nomineret til en Oscar for bedste mandlige hovedrolle.

## Medvirkende
- Tommy Lee Jones
- Charlize Theron
- Susan Sarandon
- Jason Patric
- James Franco
- Barry Corbin
- Josh Brolin
- Frances Fisher

## Ekstern henvisning
- In the Valley of Elah på Internet Movie Database (engelsk)
- In the Valley of Elah på Filmdatabasen
- In the Valley of Elah på Scope
- In the Valley of Elah i Svensk Filmdatabas (svensk)
- In the Valley of Elah på AlloCiné (fransk)
- In the Valley of Elah på MovieMeter (nederlandsk)
- In the Valley of Elah på AllMovie (engelsk)
- In the Valley of Elah hos American Film Institute (engelsk)
- In the Valley of Elahs profil hos Encyclopædia Britannica Online (engelsk)
- In the Valley of Elah på Turner Classic Movies (engelsk)